# Flurfördergerät

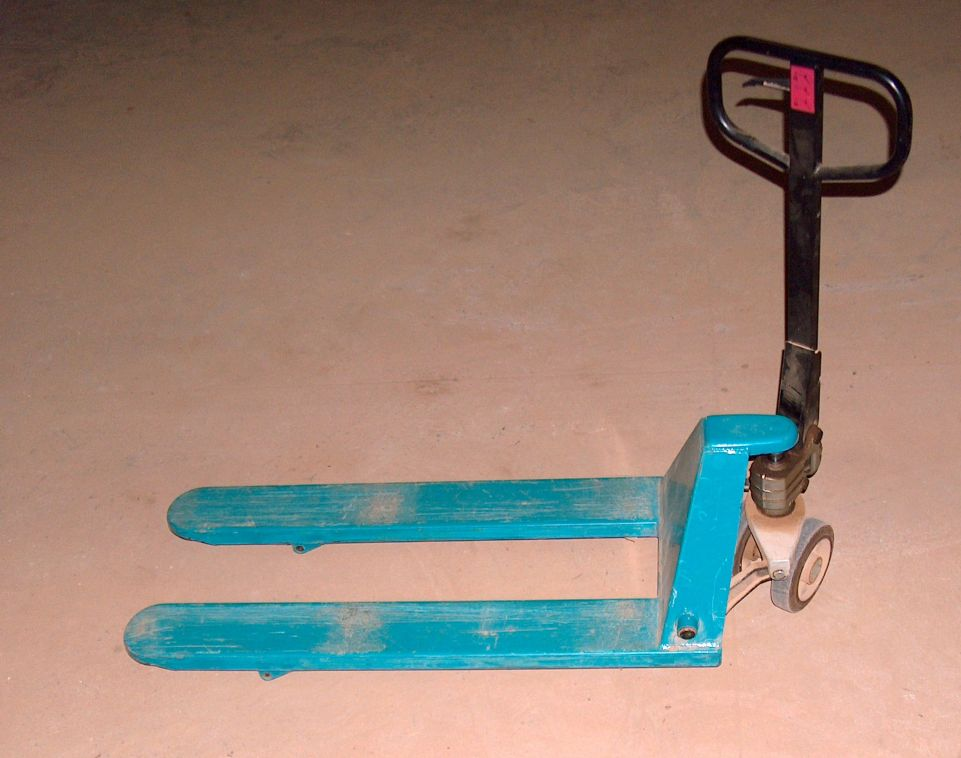
Ein Hubwagen

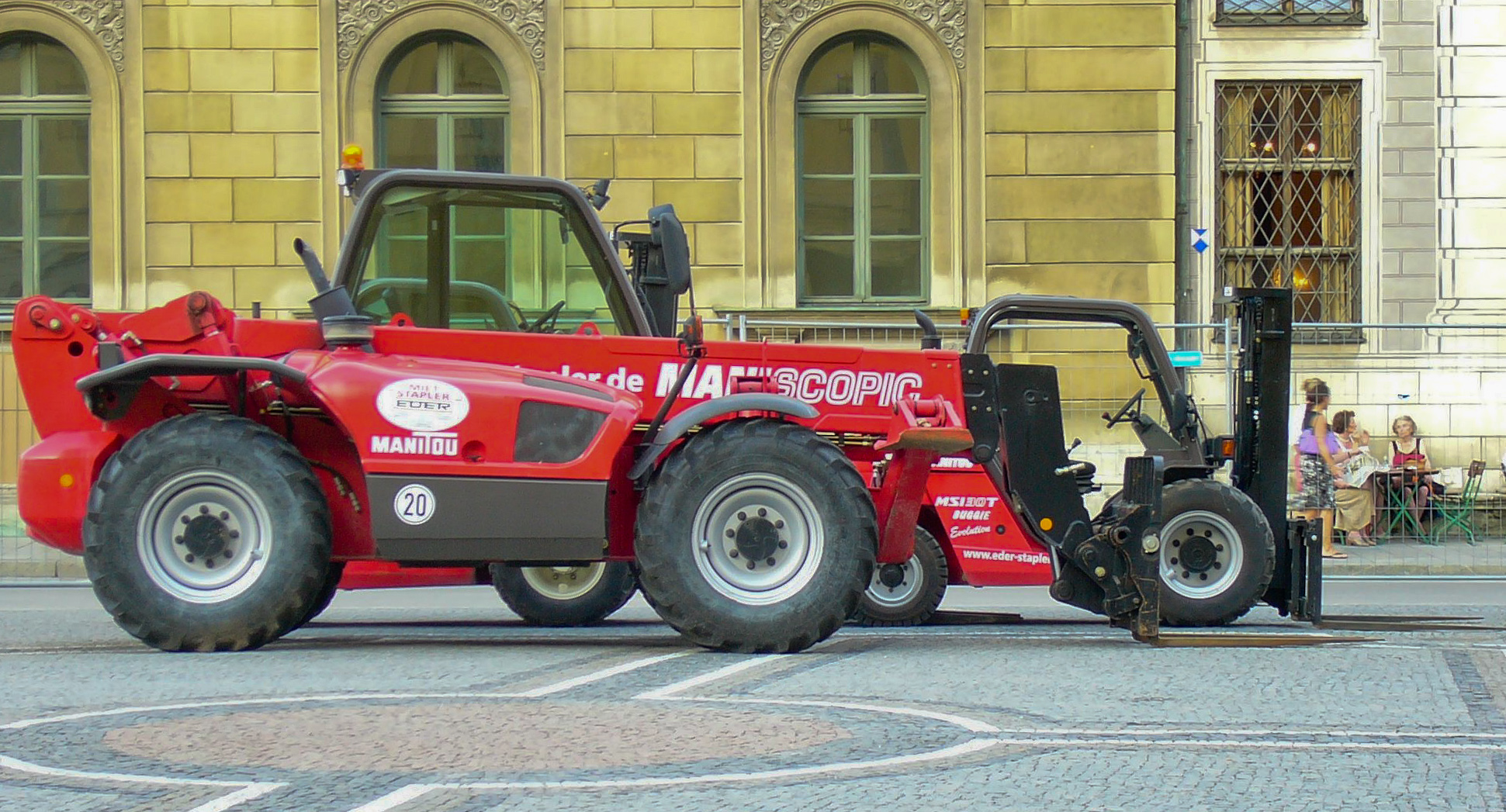
Vorne Teleskoplader, hinten Gabelstapler

Warnzeichen nach DIN EN ISO 7010: Warnung vor Flurförderzeug

Verbotszeichen nach DIN EN ISO 7010: Verbot für Flurförderzeuge

Flurfördergeräte sind zu ebener Erde eingesetzte Fördermittel zum horizontalen Transport von Gütern. Gegenstücke sind die flurfreien Fördermittel, die entweder an Hallendecken hängen oder Schienen nutzen.

## Abgrenzung
Heute wird in den einschlägigen Normen der Begriff Flurförderzeug verwendet. Andere Quellen verwenden auch den Begriff Flurfördermittel.
Lagerlogistiker unterscheiden grundsätzlich Flurförderzeuge in:
- gleislose (Hubwagen, Schlepper, Stapler etc.)
- gleisgebundene (u. a. Loren)
- spurgeführte (u. a. fahrerlose Transportsysteme)

Eine engere Definition wird durch die Berufsgenossenschaftliche Vorschrift DGUV Vorschrift 68 (vormals BGV D27) im Wesentlichen in Paragraph 2 (Absatz 1 und 2):
„(1) Flurförderzeuge im Sinne dieser Unfallverhütungsvorschrift sind Fördermittel, die ihrer Bauart nach dadurch gekennzeichnet sind, daß sie
1. mit Rädern auf Flur laufen und frei lenkbar,
2. zum Befördern, Ziehen oder Schieben von Lasten eingerichtet und
3. zur innerbetrieblichen Verwendung bestimmt sind.

(2) Flurförderzeuge mit Hubeinrichtung im Sinne dieser Unfallverhütungsvorschrift sind zusätzlich zu Absatz 1 dadurch gekennzeichnet, daß sie
1. zum Heben, Stapeln oder In-Regale-Einlagern von Lasten eingerichtet sind und
2. Lasten selbst aufnehmen und absetzen können.“[2]

Neben den Flurförderzeugen gibt es andere Fördermittel außerhalb dieser Definitionen:
- Hebezeuge, wie beispielsweise Kräne, für den vertikalen Transport.
- Regalförderer; sie gehören auch zu den Unstetigförderern; die DGUV schließt sie von den Flurförderzeugen aus, da diese nicht frei im Flur fahren können, sondern in irgendeiner Form (Schienenführung, Nut usw.) an den jeweiligen Regalsystemen gebunden sind und allenfalls sogenannte Gassenwechsel durchführen können.

Zum innerbetrieblichen Führen von Flurfördergeräten – im Sinne der DGUV – gelten weitere Berufsgenossenschaftliche Vorschriften; neben einer Einweisung in das Gerät muss bei motorisierten Geräten in der Regel ein Flurfördermittelschein für den Geräteführer sowie dessen schriftliche Beauftragung vorliegen. Für Geräte außerhalb der Geltung der BGV D27 gibt es in der Regel ähnliche Vorschriften. Im öffentlichen Straßenverkehr sind die Vorschriften der Straßenverkehrsordnung und der Fahrerlaubnisverordnung einzuhalten.

## Einteilung der Flurförderzeuge
Im Sinne einer Typeneinteilung – mit Kurzzeichen – teilt der Verein Deutscher Ingenieure mit VDI Richtlinie 3586 Flurförderzeuge in sieben Gruppen:
1. Handgeräte: insbesondere Hubwagen
2. Benzin- und Treibgasgeräte
3. Dieselfahrzeuge
4. Elektro-Geh-Geräte
5. Elektro-Stand-Geräte
6. Elektro-Fahrersitz-Geräte
7. Kommissioniergeräte, siehe Kommissionierer, sie werden benutzt, um die Waren in den meist sehr weitläufigen Lagern für die Auslieferung zu kommissionieren

Im Kurzzeichen steht der erste Buchstabe für den Fahrantrieb, der zweite für die Bedienungsart und der dritte für die Bauart des Flurfördergeräts; ein vierter Buchstabe tritt bei fahrerlosen Geräten hinzu.
So bezeichnet EFM einen Elektro-Fahrersitz-Schubmaststapler; EAVI (Elektro-Automatik-Gabelhochhubwagen, induktiv zwangsgelenkt).
Kurzzeichen werden für die Erstellung bzw. Entschlüsselung derselben in Typenblättern für Flurförderzeuge nach VDI-Richtlinie 2198 und weiterer europäischer Normen verwendet.
Außerdem kann nach DIN 15140 bei der Behandlung von Gabelstaplern mit Fahrersitz grundsätzlich zwischen vier Hauptgruppen unterschieden werden:
1. Frontgabelstapler: Stapler, die ihre Last frontal aufnehmen, absetzen und freitragend befördern.
2. Schubmaststapler: Last wird frontal aufgenommen und abgesetzt; aber (auch teilweise) innerhalb der Radbasis (zwischen den Rädern) befördert.
3. Vierwege-Gabelstapler: Last wird frontal aufgenommen und abgesetzt. Die Last wird innerhalb der Radbasis befördert. Die Fahrtrichtung kann im Stand um 90 Grad geändert werden.
4. Quergabelstapler bzw. Quersitzstapler: Last wird seitlich aufgenommen und abgesetzt, aber innerhalb der Radbasis befördert.

Den Flurförderzeugen – im Sinne der DGUV Vorschrift 68 – sind außerdem weitere Geräte (neben gängigen Handfahrgeräten, Stapelgeräten, angetriebenen Fahrgeräten etc.) zuzurechnen, u. a.:
- Bed Mover für Krankenhausbetten
- Fahrerlose Transportfahrzeuge
- Langläufer, zum ebenerdigen Transport von mehreren z. B. Europaletten gleichzeitig
- Portalhubwagen (Containerumschlag)
- Reach-Stacker (Containerumschlag)
- Schmalgangstapler = VNA (engl. very-narrow-aisle), zum Beschicken von Regalsystemen, z. T. automatisiert
- Zugmaschine für den innerbetrieblichen Transport